# وتدية كاسية
وتدية كاسية (الاسم العلمي: Corynebacterium casei) هي نوع من البكتيريا تتبع جنس الوتدية من فصيلة الوتديات.